# Juan Mata
Mata  García est un nom espagnol. Le premier nom de famille, en général paternel, est Mata ; le second, en général maternel, souvent omis, est García.
Juan Manuel Mata García dit Juan Mata, né le 28 avril 1988 à Burgos en Espagne, est un footballeur international espagnol qui joue au poste de milieu offensif ou d'ailier à Western Sydney Wanderers.

## Biographie

### Jeunesse et formation
Né à Burgos en Espagne, Juan Mata commence sa carrière au Real Oviedo. À l'âge de 14 ans, il rejoint le Real Madrid, avec lequel il effectue toutes ses classes en junior. Il rejoint le Real Madrid Castilla en 2006 et termine cette saison deuxième meilleur buteur, derrière Álvaro Negredo. Malgré une bonne saison au club Merengue, Mata n'arrive pas à s'imposer au club madrilène.

### Valence CF (2007-2011)
En mars 2007, il signe un contrat en faveur du Valence CF, qui prend effet au début de la saison 2007-2008. Il joue son premier match pour Valence le 2 septembre 2007 face à l'UD Almeria, en championnat. Il est titularisé et son équipe s'impose par deux buts à un. Il découvre la Ligue des champions cette saison-là, jouant son premier match le 11 décembre 2007 contre le Chelsea FC (0-0 score final). Bénéficiant des blessures à répétition de Vicente et de l'exclusion de Miguel Ángel Angulo par Ronald Koeman, il s'impose peu à peu en tant que titulaire.
Le 20 mars 2008, il marque deux buts lors de la demi-finale de la Coupe d'Espagne qui oppose son club au FC Barcelone, et lui permet ainsi d'atteindre la finale lors de laquelle il marque le premier but pour une victoire finale de Valence sur le score de 3-1. Il termine la saison 2008-2009 avec un total de 11 buts et de 12 passes décisives, ce qui fait de lui le deuxième meilleur passeur du championnat derrière Xavi Hernández (20 passes).
Il améliore ses statistiques lors de la saison 2009-2010 avec à la fin un total de 14 buts dont 9 en Liga et 10 passes décisives. Auteur d'une saison 2010-2011 remarquable, il enchaîne les bonnes prestations et s'impose en pièce maîtresse de la formation d'Unai Emery.
En juillet 2011, Mata est fortement pressenti à Arsenal avant qu'un autre club de Londres parvienne à le subtiliser.il gagne le ballon d'or junior en 2008

### Chelsea FC (2011-2014)

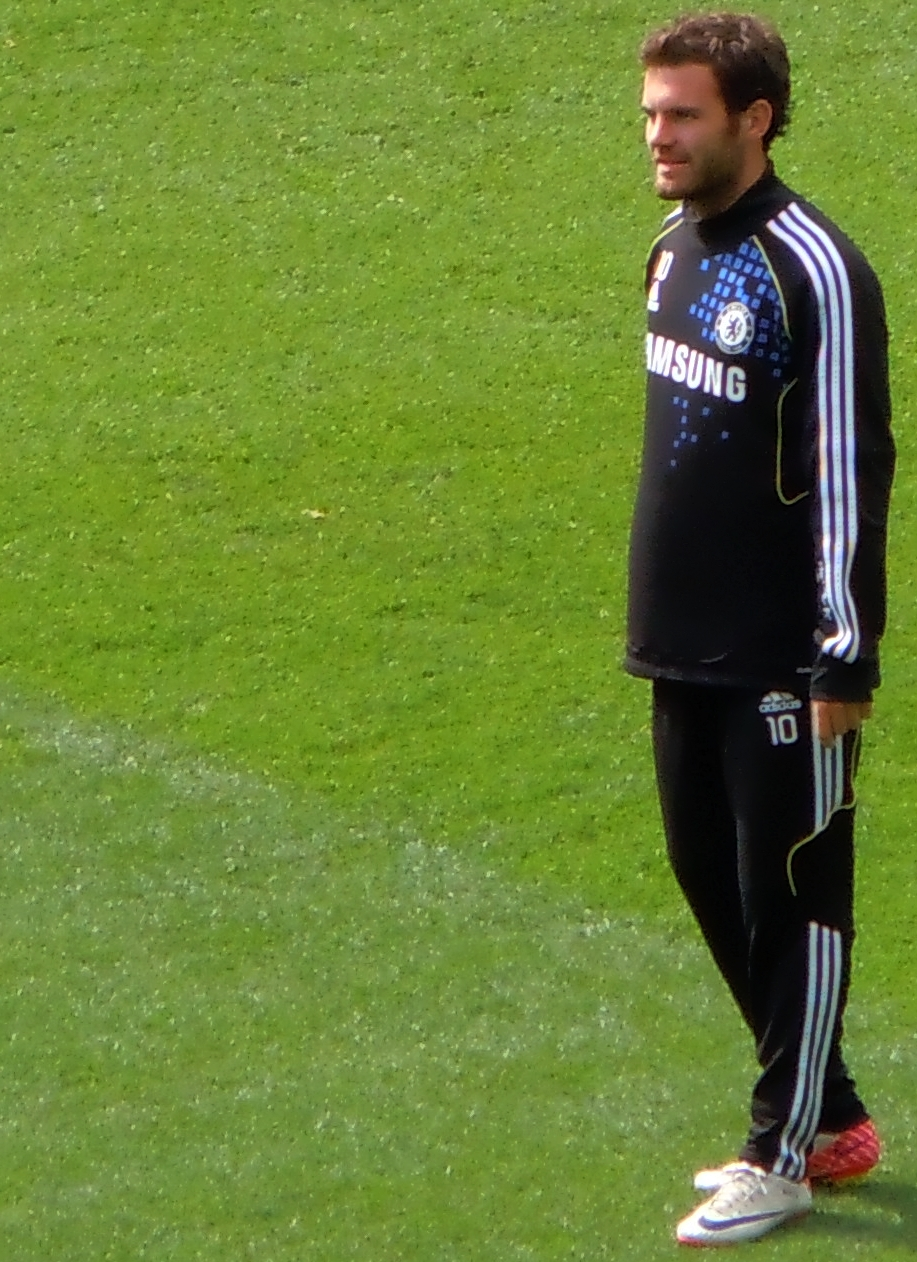
Juan Mata lors des entrainement du Chelsea FC

Lors du mercato d'été 2011, Chelsea et le Valence CF trouvent un accord sur un transfert avoisinant les 30 millions d'euros pour l'international espagnol de 23 ans. Il signe un contrat d'une durée de cinq ans.
Après être rentré en deuxième période, il marque lors de son premier match avec les Blues à Stamford Bridge, contre Norwich, lors de la troisième journée de Premier League, qui scelle la victoire de son équipe 3-1. Il récidive lors du match de Ligue des champions contre le Bayer Leverkusen en inscrivant le but du break (2-0) sur un service de son compatriote Fernando Torres. Face à Arsenal, il inscrit un magnifique but d'une frappe lointaine.

Le 26 décembre, Mata est une nouvelle fois décisif pour les Blues puisqu'il permet à Chelsea de mener au score contre Fulham d'une jolie frappe du pied gauche sur une passe de Fernando Torres. Le 28 janvier 2012, Mata inscrit son premier but à l'extérieur pour Chelsea face aux Queens Park Rangers sur penalty. But qui permet également aux Blues de se qualifier pour les huitièmes de finale de la FA Cup.

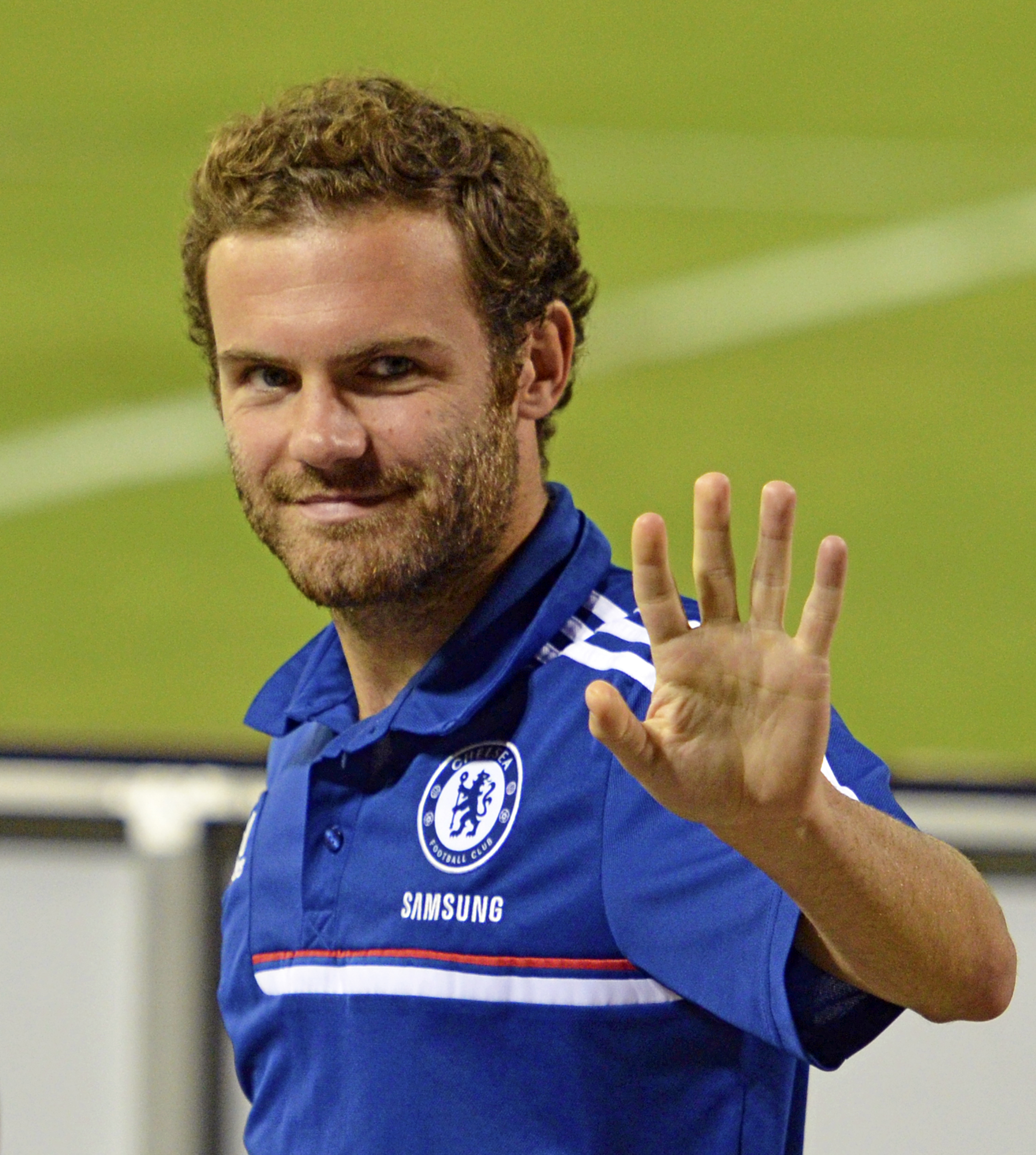
Juan Mata avec Chelsea en août 2013.

Mata continue à impressionner les amateurs de football et lors du match de ligue des champions face à Naples, il inscrit le seul but de son équipe lors de la défaite 3-1 des Blues au stade San Paolo. Cependant, ce but s'avère crucial puisque Chelsea finit par s'imposer 4-1 à Stamford Bridge et se qualifie pour les quarts de finale.
Le 5 mai, il remporte la finale de la FA Cup avec Chelsea face à Liverpool (2-1), ce qui constitue son premier trophée en Angleterre. Le 19 mai 2012, il remporte la Ligue des champions 2012 face au Bayern Munich, à l'issue d'une séance de tirs au but, après avoir raté le sien.
Cette saison qui aura été splendide pour lui se  termine donc de la plus belle des manières pour lui puisqu'il réalise le doublé FA Cup et Ligue des champions, avec 12 buts et 20 passes décisives pour sa première saison chez les Blues. Après les récompenses collectives, sa saison est couronnée d'un trophée individuel. Le 10 mai 2012, il est en effet élu par les fans de Chelsea "Joueur de l'Année".
Il commence la saison 2012-2013 timidement et il est même remplaçant contre la Juventus en Ligue des champions. Il attend le match de coupe de la Ligue contre Wolverhampton pour enfin marquer. Dans la même semaine, il marque un nouveau but sur coup franc qui permet à Chelsea de l'emporter face à Arsenal, 2-1. Il réalise ensuite un doublé en Ligue des champions ainsi qu'une bonne performance contre Norwich (deux passes décisives) mais n'est malgré cela pas convoqué par Vicente del Bosque pour la double confrontation de l'Espagne contre la Biélorussie et la France. Cependant lors du match contre Tottenham, que son équipe emporte 2-4, il inscrit deux buts et est l'auteur d'une passe décisive. Il élève ainsi ses statistiques à sept buts marqués et sept passes décisives en à peine six matchs joués. À la suite de ses prestations, il est élu joueur du mois d'octobre.
Lors de la 36e journée il marque un but crucial a la 85e minute contre Manchester United dans la course pour une place en Ligue des champions.
Le 15 mai 2013, lors de la finale de la Ligue Europa contre le Benfica Lisbonne, il délivre deux passes décisives qui offre la victoire à Chelsea 2-1. Avec ce nouveau trophée, il est à ce moment-là le seul joueur au monde en activité (avec Fernando Torres) à être tenant du titre de la Coupe du monde, Championnat d'Europe, Ligue des champions et Ligue Europa.
À la fin de la saison, il est élu une seconde fois joueur de l'année de l'équipe de Chelsea grâce notamment à ses 20 buts et 30 passes décisives toutes compétitions confondues. Il est également nommé pour le titre de joueur de l'année en Angleterre (remporté par Gareth Bale).

### Manchester United (2014-2022)

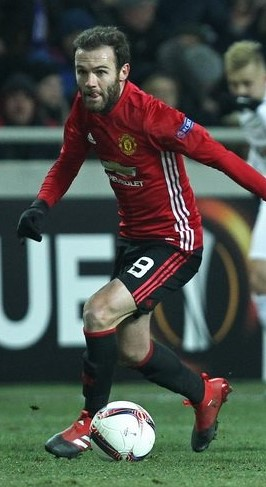
Juan Mata avec Manchester United en 2016.

Placardisé par José Mourinho à Chelsea, il est recruté par Manchester United pour un transfert d'environ 45 millions d'euros qui est officialisé le 24 janvier par le club de Manchester. Il aurait signé un contrat de quatre ans avec un salaire de 8,8 millions d'euros par an. Numéro 8 au dos, il joue son premier match contre Cardiff City, victoire finale 2-0. Il faut attendre la 32e journée pour voir l'Espagnol inscrire son premier but sous ses nouvelles couleurs lors de la victoire 4-1 contre Aston Villa. La semaine suivante, il inscrit son premier doublé avec les Reds Devils pour une victoire 0-4 à Newcastle. Il inscrit un second doublé le 26 avril face à Norwich (4-0). Juan Mata clôt la saison avec six buts (dont deux coups francs) et quatre passes décisives en quinze apparitions avec Manchester. Il est le cinquième Mancunien le plus décisif de la saison alors qu'il n'en a joué que la seconde partie.
Lors de la saison 2014-2015, il marque lors de matchs importants comme contre Liverpool où il marque un doublé à Anfield (victoire 1-2) et contre Manchester City (victoire 4-2). Il termine la saison de championnat avec un bilan honorable de neuf buts et de quatre passes décisives.
L'année suivante, en 2015-2016, il est l'un des cadres de Louis van Gaal, aussi bien dans le vestiaire que sur le terrain. Il répond bien à la confiance que lui témoigne son coach en étant l'auteur de deux buts et de deux passes décisives lors des six premières rencontres du championnat. Le brassard de capitaine lui est pour la première fois confié face À Watford, durant la 28e journée du championnat anglais, en l'absence des cadres habituels (Michael Carrick, Wayne Rooney, et Chris Smalling). Il honore ce premier brassard en inscrivant le but donnant la victoire a Manchester United sur coup franc (1-0). Signe de la confiance que l'entraineur Louis van Gaal lui porte, il est encore une fois capitaine alors que Chris Smalling est titulaire également.
Le 8 décembre 2018, lors de la victoire de Manchester United 4 buts à 1 contre Fulham FC, Juan Mata inscrit un but et délivre une passe décisive. Il s'agit de son 50e but et sa 50e passe décisive en Premier League et il est à ce jour le premier joueur espagnol à l'avoir réalisé. Le 19 juin 2019, Mata prolonge son contrat avec Manchester United qui s'achevait à la fin du mois. Il est alors sous contrat avec les Red Devils jusqu'en juin 2021.
En fin de contrat en juin 2021, il prolonge d'un an à Manchester jusqu'en 2022. Mais avec une saison 2021-2022 où Mata a principalement été sur le banc, le 2 juin 2022 le club annonce que son contrat n'est pas renouvelé : il quitte libre Manchester United,.

### Galatasaray SK (2022-2023)
Le 8 septembre 2022, Juan Mata rejoint la Turquie afin de s'engager en faveur du Galatasaray SK pour une saison et une année en option.
Il joue son premier match pour Galatasaray le 1er octobre 2022, lors d'une rencontre de championnat face à l'Adana Demirspor. Il entre en jeu à la place de Bafétimbi Gomis et les deux équipes se neutralisent (0-0 score final). Le 13 janvier 2023, Mata se fait remarquer en réalisant son premier doublé pour Galatasaray, lors d'une rencontre de championnat contre Hatayspor. Titulaire, il marque ses deux buts en l'espace de deux minutes, juste avant la mi-temps, et contribue ainsi à la victoire de son équipe par quatre buts à zéro,.
Lors de la saison 2022-2023, Juan Mata remporte le premier titre en championnat de sa carrière. Il aura porté le maillot de Galatasaray à 18 reprises et aura marqué trois buts et réalisé deux passes décisives.
Le 1er juillet 2023, Juan Mata annonce son départ de Galatasaray, après une saison passée dans le club turc.

### Vissel Kobe (2023)
Libre de tout contrat après son départ de Galatasaray, Juan Mata prend la direction du Japon, s'engageant quatre mois le 3 septembre 2023 en faveur du Vissel Kobe. Il quitte le club en janvier 2024 après avoir remporté le championnat mais en n'ayant disputé qu'un seul match.

### Western Sydney Wanderers
Le 5 septembre 2024, Juan Mata rejoint le club australien du Western Sydney Wanderers pour un contrat d'une saison.

### En sélection

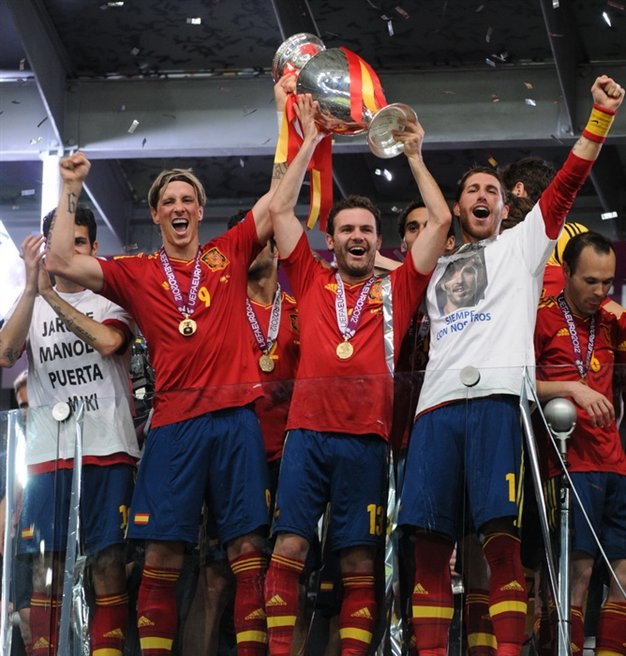
Mata avec le trophée de l'Euro 2012.

Avec l'équipe d'Espagne des moins de 19 ans, il remporte en 2006 le championnat d'Europe, où il termine deuxième meilleur buteur de son équipe avec quatre buts en cinq matchs.
Avec l'équipe d'Espagne des moins de 20 ans, Juan Mata participe à la coupe du monde des moins de 20 ans en 2007. Lors de cette compétition organisée au Canada il joue quatre matchs en tant que titulaire et inscrit deux buts. Son équipe est éliminée en quarts de finale contre la Tchéquie après une séance de tirs au but.
Le 28 mars 2009, il honore sa première sélection avec l'équipe nationale d'Espagne en entrant en jeu à la place de David Villa, lors de la victoire 1-0 des siens face à la Turquie. Il participe ensuite à la Coupe des confédérations 2009, qui se solde par une défaite (0-2) face aux États-Unis en demi-finale. Il marque son premier but en sélection le 9 septembre 2009 face à l'Estonie.
Juan Mata fait partie de l'équipe d'Espagne victorieuse lors de la Coupe du monde 2010 mais il ne jouera que quelques minutes contre l'équipe du Honduras. L'année suivante, il remporte le Championnat d'Europe espoirs.
Il remporte l'Euro 2012 avec la sélection espagnole, en marquant notamment le dernier but au cours de la finale face à l'Italie sur un caviar de Fernando Torres. Mata a seulement eu besoin de trois minutes de jeu (ses seules dans la compétition) pour marquer son premier but en finale. Il est sélectionné lors des Jeux olympiques de Londres la même année, au cours desquels l'Espagne est éliminée au premier tour.
Juan Mata dispute sa dernière compétition internationale lors de la Coupe du monde 2014 au Brésil. Durant la compétition, il inscrira un but lors du dernier match de poules face à l'Australie sur une passe de Cesc Fàbregas (victoire 0-3) mais ne peut empêcher l'élimination des siens. 

## Vie personnelle
En 2017 il annonce qu'il reverse 1 % de son salaire à l'association Common Goal, afin de soutenir des projets caritatifs, et d'autres joueurs comme Charlie Daniels et Alfie Mawson s'associent à sa démarche.

## Statistiques

### Statistiques détaillées
| Saison                | Club                  | Championnat           | Championnat | Championnat | Championnat | Coupe nationale | Coupe nationale | Coupe nationale | Coupe de la Ligue | Coupe de la Ligue | Coupe de la Ligue | Supercoupe | Supercoupe | Supercoupe | Compétition(s) continentale(s) | Compétition(s) continentale(s) | Compétition(s) continentale(s) | Compétition(s) continentale(s) | Autres compétitions | Autres compétitions | Autres compétitions | Autres compétitions | Espagne | Espagne | Espagne | Total | Total | Total |
| Saison                | Club                  | Division              | M.          | B.          | P.d.        | M.              | B.              | P.d.            | M.                | B.                | P.d.              | M.         | B.         | P.d.       | Comp.                          | M.                             | B.                             | P.d.                           | Comp.               | M.                  | B.                  | P.d.                | M.      | B.      | P.d.    | M.    | B.    | P.d.  |
| 2006-2007             | Real Madrid Castilla  | D2                    | 39          | 10          | 6           | -               | -               | -               | -                 | -                 | -                 | -          | -          | -          | -                              | -                              | -                              | -                              | -                   | -                   | -                   | -                   | -       | -       | -       | 39    | 10    | 6     |
| Sous-total            | Sous-total            | Sous-total            | 39          | 10          | 6           | -               | -               | -               | -                 | -                 | -                 | -          | -          | -          | -                              | -                              | -                              | -                              | -                   | -                   | -                   | -                   | -       | -       | -       | 39    | 10    | 6     |
| 2007-2008             | Valence CF            | Liga                  | 24          | 5           | 1           | 8               | 4               | 1               | -                 | -                 | -                 | -          | -          | -          | C1                             | 1                              | 0                              | 0                              | -                   | -                   | -                   | -                   | -       | -       | -       | 33    | 9     | 2     |
| 2008-2009             | Valence CF            | Liga                  | 37          | 11          | 13          | 2               | 1               | 1               | -                 | -                 | -                 | 2          | 1          | 1          | C3                             | 6                              | 1                              | 1                              | -                   | -                   | -                   | -                   | 3       | 0       | 0       | 50    | 14    | 16    |
| 2009-2010             | Valence CF            | Liga                  | 35          | 9           | 4           | 2               | 0               | 0               | -                 | -                 | -                 | -          | -          | -          | C3                             | 14                             | 5                              | 2                              | -                   | -                   | -                   | -                   | 6       | 3       | 0       | 57    | 17    | 6     |
| 2010-2011             | Valence CF            | Liga                  | 33          | 8           | 12          | 3               | 0               | 2               | -                 | -                 | -                 | -          | -          | -          | C1                             | 7                              | 1                              | 3                              | -                   | -                   | -                   | -                   | 2       | 1       | 0       | 45    | 10    | 17    |
| 2011-2012             | Valence CF            | Liga                  | 0           | 0           | 0           | 0               | 0               | 0               | -                 | -                 | -                 | -          | -          | -          | -                              | -                              | -                              | -                              | -                   | -                   | -                   | -                   | 1       | 0       | 0       | 1     | 0     | 0     |
| Sous-total            | Sous-total            | Sous-total            | 129         | 33          | 30          | 15              | 5               | 4               | -                 | -                 | -                 | 2          | 1          | 1          | -                              | 28                             | 7                              | 6                              | -                   | -                   | -                   | -                   | 12      | 4       | 0       | 186   | 50    | 41    |
| 2011-2012             | Chelsea FC            | Premier League        | 34          | 6           | 14          | 7               | 4               | 4               | 1                 | 0                 | 0                 | -          | -          | -          | C1                             | 12                             | 2                              | 3                              | -                   | -                   | -                   | -                   | 7       | 2       | 1       | 61    | 14    | 22    |
| 2012-2013             | Chelsea FC            | Premier League        | 35          | 12          | 12          | 6               | 1               | 5               | 5                 | 2                 | 4                 | 1          | 0          | 0          | C1+C3                          | 6+8                            | 3+1                            | 3+4                            | SU+CMC              | 1+2                 | 0+1                 | 0                   | 10      | 2       | 5       | 74    | 22    | 33    |
| 2013-2014             | Chelsea FC            | Premier League        | 13          | 0           | 2           | 0               | 0               | 0               | 2                 | 1                 | 1                 | -          | -          | -          | C1                             | 2                              | 0                              | 0                              | -                   | -                   | -                   | -                   | 2       | 1       | 0       | 19    | 2     | 3     |
| Sous-total            | Sous-total            | Sous-total            | 82          | 18          | 27          | 13              | 5               | 9               | 8                 | 3                 | 5                 | 1          | 0          | 0          | -                              | 28                             | 6                              | 10                             | -                   | 3                   | 1                   | 0                   | 19      | 5       | 6       | 154   | 38    | 57    |
| 2013-2014             | Manchester United     | Premier League        | 15          | 6           | 4           | 0               | 0               | 0               | -                 | -                 | -                 | -          | -          | -          | C1                             | -                              | -                              | -                              | -                   | -                   | -                   | -                   | 2       | 1       | 0       | 17    | 7     | 4     |
| 2014-2015             | Manchester United     | Premier League        | 33          | 9           | 4           | 2               | 1               | 0               | -                 | -                 | -                 | -          | -          | -          | -                              | -                              | -                              | -                              | -                   | -                   | -                   | -                   | -       | -       | -       | 35    | 10    | 4     |
| 2015-2016             | Manchester United     | Premier League        | 38          | 6           | 5           | 4               | 3               | 0               | 1                 | 0                 | 0                 | -          | -          | -          | C1+C3                          | 7+4                            | 0+1                            | 3+1                            | -                   | -                   | -                   | -                   | 6       | 0       | 0       | 60    | 10    | 9     |
| 2016-2017             | Manchester United     | Premier League        | 25          | 6           | 3           | 3               | 0               | 1               | 3                 | 2                 | 0                 | 1          | 0          | 0          | C3                             | 10                             | 2                              | 1                              | -                   | -                   | -                   | -                   | 1       | 0       | 0       | 43    | 10    | 5     |
| 2017-2018             | Manchester United     | Premier League        | 28          | 3           | 5           | 5               | 0               | 1               | 1                 | 0                 | 0                 | -          | -          | -          | C1                             | 6                              | 0                              | 1                              | -                   | -                   | -                   | -                   | -       | -       | -       | 40    | 3     | 7     |
| 2018-2019             | Manchester United     | Premier League        | 22          | 3           | 2           | 3               | 1               | 0               | 1                 | 1                 | 0                 | -          | -          | -          | C1                             | 6                              | 1                              | 0                              | -                   | -                   | -                   | -                   | -       | -       | -       | 32    | 6     | 2     |
| 2019-2020             | Manchester United     | Premier League        | 19          | 0           | 2           | 4               | 1               | 0               | 3                 | 0                 | 0                 | -          | -          | -          | C3                             | 11                             | 2                              | 5                              | -                   | -                   | -                   | -                   | -       | -       | -       | 37    | 3     | 7     |
| 2020-2021             | Manchester United     | Premier League        | 9           | 1           | 2           | 1               | 0               | 0               | 2                 | 2                 | 1                 | -          | -          | -          | C1+C3                          | 1+5                            | 0+0                            | 0+0                            | -                   | -                   | -                   | -                   | -       | -       | -       | 18    | 3     | 3     |
| 2021-2022             | Manchester United     | Premier League        | 7           | 0           | 0           | 1               | 0               | 0               | 1                 | 0                 | 0                 | -          | -          | -          | C1                             | 3                              | 0                              | 0                              | -                   | -                   | -                   | -                   | -       | -       | -       | 12    | 0     | 0     |
| Sous-total            | Sous-total            | Sous-total            | 196         | 34          | 27          | 23              | 6               | 2               | 12                | 5                 | 1                 | 1          | 0          | 0          | -                              | 53                             | 6                              | 11                             | -                   | -                   | -                   | -                   | 9       | 1       | 0       | 294   | 52    | 41    |
| 2022-2023             | Galatasaray SK        | Süper Lig             | 16          | 3           | 1           | 2               | 0               | 1               | -                 | -                 | -                 | -          | -          | -          | -                              | -                              | -                              | -                              | -                   | -                   | -                   | -                   | -       | -       | -       | 18    | 3     | 2     |
| 2023                  | Vissel Kobe           | J. League             | 1           | 0           | 0           | -               | -               | -               | -                 | -                 | -                 | -          | -          | -          | -                              | -                              | -                              | -                              | -                   | -                   | -                   | -                   | -       | -       | -       | 1     | 0     | 0     |
| Total sur la carrière | Total sur la carrière | Total sur la carrière | 463         | 98          | 91          | 53              | 16              | 16              | 20                | 8                 | 6                 | 4          | 1          | 1          | -                              | 109                            | 19                             | 27                             | -                   | 3                   | 1                   | 0                   | 40      | 10      | 6       | 692   | 153   | 147   |

### Buts en sélection
| Buts en sélection de Juan Mata | Buts en sélection de Juan Mata | Buts en sélection de Juan Mata        | Buts en sélection de Juan Mata | Buts en sélection de Juan Mata | Buts en sélection de Juan Mata | Buts en sélection de Juan Mata          |
| #                              | Date                           | Lieu                                  | Adversaire                     | Score                          | Résultats                      | Compétitions                            |
| ------------------------------ | ------------------------------ | ------------------------------------- | ------------------------------ | ------------------------------ | ------------------------------ | --------------------------------------- |
| 1                              | 9 septembre 2009               | Stade Romano, Mérida                  | Estonie                        | 3-0                            | 3-0                            | Éliminatoires de la Coupe du monde 2010 |
| 2                              | 10 octobre 2009                | Hanrapetakan Stadium, Erevan          | Arménie                        | 2-1                            | 2-1                            | Éliminatoires de la Coupe du monde 2010 |
| 3                              | 14 octobre 2009                | Stade Bilino Polje, Zenica            | Bosnie-Herzégovine             | 5-0                            | 5-2                            | Éliminatoires de la Coupe du monde 2010 |
| 4                              | 29 mars 2011                   | Stade S.-Darius-et-S.-Girėnas, Kaunas | Lituanie                       | 3-1                            | 3-1                            | Éliminatoires Euro 2012                 |
| 5                              | 7 octobre 2011                 | Generali Arena, Prague                | Tchéquie                       | 1-0                            | 2-0                            | Éliminatoires Euro 2012                 |
| 6                              | 1er juillet 2012               | Stade olympique de Kiev, Kiev         | Italie                         | 4-0                            | 4-0                            | Euro 2012                               |
| 7                              | 11 juin 2013                   | Yankee Stadium, New York              | République d'Irlande           | 2-0                            | 2-0                            | Match amical                            |
| 8                              | 20 juin 2013                   | Stade Maracana, Rio de Janeiro        | Tahiti                         | 8-0                            | 10-0                           | Coupe des confédérations 2013           |
| 9                              | 15 octobre 2013                | Carlos Belmonte, Albacete             | Géorgie                        | 2-0                            | 2-0                            | Éliminatoires de la Coupe du monde 2014 |
| 10                             | 23 juin 2014                   | Arena da Baixada, Curitiba            | Australie                      | 3-0                            | 3-0                            | Coupe du monde 2014                     |

## Palmarès
Juan Mata est, avec Fernando Torres, Pedro, Jürgen Kohler et Andreas Möller, dans le cercle fermé des joueurs ayant gagnés les quatre titres internationaux considérés comme  majeurs ; la Coupe du monde (2010), l'Euro (2012), la Ligue des champions (2012) et la Ligue Europa (2013 et 2017).
| Valence CF (1)                        | Chelsea FC (3) | Manchester United (4) | Galatasaray SK (1)                           | Espagne (4) | Vissel Kobe (1)                            |
| ------------------------------------- | --- | --- | -------------------------------------------- | --- | ------------------------------------------ |
| - Coupe d'Espagne - Vainqueur en 2008 | - Ligue des champions de l'UEFA - Vainqueur en 2012 - Ligue Europa - Vainqueur en 2013 - Coupe d'Angleterre - Vainqueur en 2012 - Coupe du monde des clubs - Finaliste en 2012 | - Championnat d'Angleterre - Vice-Champion : 2018, 2021 - Coupe d'Angleterre - Vainqueur en 2016 - Community Shield - Vainqueur en 2016 - Coupe de la ligue - Vainqueur en 2017 - Ligue Europa - Vainqueur en 2017 - Finaliste en 2021 | - Championnat de Turquie - Vainqueur en 2023 | - Championnat d'Europe des moins de 19 ans - Vainqueur en 2006 - Championnat d'Europe espoirs - Vainqueur en 2011 - Coupe du monde - Vainqueur en 2010 - Championnat d'Europe - Vainqueur en 2012 - Coupe des confédérations - Troisième en 2009 - Finaliste en 2013 | - Championnat du Japon - Vainqueur en 2023 |

### Individuel
- Valence CF
  - 2010 : Membre de l'équipe type du championnat d'Espagne

- Chelsea FC
  - 2012 : Joueur du mois du championnat d'Angleterre (octobre)
  - 2012 : Joueur de Chelsea de l'année 2012
  - 2013 : Nommé au prix du joueur de l'année PFA.
  - 2013 : Membre de l'équipe type de Premier League en 2012-2013.
  - 2013 : Joueur de Chelsea de l'année 2013
  - 2013 : Meilleur passeur de Premier League